# 하덕부
하덕부(본명:하병훈, 1970년 ~ )는 대한민국의 배우, 연출가, 대학교수이다.

## 출연작

### 영화
- 1998년 《조용한 가족》 - 의사 역
- 1999년 《텔 미 썸딩》 - 감찰관 1 역
- 2000년 《하면 된다》 - 경찰 1 역
- 2002년 《오버 더 레인보우》 - AD 역
- 2002년 《YMCA 야구단》 -안재철 역
- 2004년 《슈퍼스타 감사용》 - 조 코치 역
- 2017년 《마차 타고 고래고래》 - 카메라맨 역

### 연극
- 지붕위의 바이올린
- 세자매
- 2008년 바냐 삼촌
- 사다리
- 2011년 결혼 피로연

## 경력
- 성신여자대학교 강사
- 배제대학교 강사
- 극단 어우름 이사